# Коэн, Стэнли
Стэ́нли Ко́эн (англ. Stanley Cohen; 17 ноября 1922, Бруклин, Нью-Йорк — 5 февраля 2020, Нэшвилл) — американский биохимик, лауреат Нобелевской премии по физиологии или медицине 1986 года, которую разделил с Ритой Леви-Монтальчини. Открыл фактор роста нервной ткани и эпидермальный фактор роста.
Член Национальной академии наук США (1980), Американской академии искусств и наук (1984).

## Биография
Стенли Коэн родился 17 ноября 1922 года в районе Флэтбуш Бруклина (Нью-Йорк). Его родителями были евреи-эмигранты из России — портной Луис Коэн и Фрума (Фанни) Файтель. В детстве перенёс полиомиелит, оставивший после себя хромоту.
Окончил Бруклинский колледж в 1943 году и некоторое время работал бактериологом на молочном заводе. Защитил диссертацию в отделе биохимии Университета Мичигана в 1948 году. Работал в Вашингтонском университете и Университете Вандербильта (Нашвилл).
Поставил свою подпись под «Предупреждением учёных человечеству» (1992).
Исследовал факторы, контролирующие рост клеток. Его исследования факторов роста стали фундаментальными работами, которые позволили понять развитие опухолей и разрабатывать антираковые препараты.

## Награды
- 1982 — Премия Альфреда Слоуна[англ.]
- 1983 — Премия Луизы Гросс Хорвиц
- 1985 — Международная премия Гайрднера, «In recognition of his research on growth factors, and particularly for the isolation, purification and elucidation of the function of epidermal growth factor»[10]
- 1986 — Национальная научная медаль США в номинации «Биологические науки», «For his pioneering discovery and characterization of hormone-like growth factors which specifically control the multiplication of certain cells during growth and development»[11][12]
- 1986 — Премия Альберта Ласкера за фундаментальные медицинские исследования, «For discovering and biochemically defining Epidermal Growth Factor (EGF), which illuminated the dynamics of cell growth»[13]
- 1986 — Нобелевская премия по физиологии или медицине, «В знак признания открытий, имеющих важнейшее значение для раскрытия механизмов регуляции роста клеток и органов»
- 1987 — Медаль Франклина
- 2011 — Эрстедовская лекция